# Коровье Село (Гдовский район)
Коровье Село — деревня в Гдовском районе Псковской области России. Входит в состав Самолвовской волости Гдовского района.
Расположена на юго-западе района у восточного побережья озера Толбино (соединяющимся протокой с рекой Желча), в 20 км к северо-востоку от волостного центра Самолва, в 12 км к северо-востоку от деревни Ремда.

## Население
Численность населения деревни на 2000 год составляла 0 человек, по переписи 2002 года — 9 человек.

## История
До 2005 года деревня входила в состав ныне упразднённой Ремдовской волости.